# یونکرس اس ۳۶
یونکرس کی ۳۷ (به انگلیسی: Junkers K 37) یک هواگرد ساختِ کارخانهٔ یونکرس در کشور آلمان است . این هواگرد برای نخستین بار در ۵ سپتامبر ۱۹۲۷ میلادی مورد استفاده قرار گرفت.